# Legitimitet
Legitimitet är ett juridiskt och sociologiskt begrepp som betyder att någonting är rättmätigt eller berättigat, särskilt om ett lands styre eller regentskap. Det som saknar legitimitet, är illegitimt.
Den så kallade legitimitetsprincipen innebar att kungamakten, det vill säga den högsta makten i ett land, skulle tilldelas en person enligt i förväg bestämda arvsregler, det som i Sverige bestäms av successionsordningen.

## Etymologi
Legitimitet är en avledningsform av "legitim", som finns belagt i svenskan från mitten 1600-talet, med betydelsen 'laglig', 'lagenlig', 'rättsenlig', 'rättmätig', särskilt om regenter. Ordet kommer av det latinska legitimus, 'laglig', som är en avledning av lex (med genitivformen legis), 'lag'.

## Politisk legitimitet
Inom statsrätten handlar legitimitet om huruvida en för staten central företeelse är förenlig med rättsprinciperna. "Formell legitimitet", alltså att någonting sker i enlighet med lagarna, kallas legalitet.

### Deskriptiv legitimitet
I utvidgad betydelse förekommer ordet även inom sociologin för att beteckna det rättfärdigade, tillåtna eller berättigade av något i en kultur eller ett samhälle med de normer som finns där. Max Weber talar om legitimitet i en deskriptiv mening när han definierar auktoritet i den betydelsen. Webers legitimitet innebär dels att de underlydande accepterar auktoritetens anspråk på att vara just en auktoritet, och dels en tendens att följa auktoritetens order. Enligt Weber finns det tre distinkta legitimitetskällor i ett samhälle:
1. Tradition – en stark tro på en viss politisk eller social ordning som har funnits där länge
2. Karisma – en stark tro på samhällets ledare
3. Legalitet – en stark tro på det rationella i samhällets lagar

### Normativ legitimitet
Till skillnad från Webers deskriptiva analys har man inom politisk filosofi intresserat sig för normativa aspekter av legitimitet – om en statsmakts lagar, institutioner och maktutövande kan vara rättfärdigade i någon mening, trots att den som utsätts för statens maktutövande inte alls håller med om detta. Det centrala för den politiska legitimiteten är begreppet "samtycke" (en. consent) och hur det förhåller sig till medborgarnas eventuella plikt att följa myndigheternas befallningar. Sedan 1600-talet har det funnits stor enighet om att ett uttryckligt samtycke är den primära källan till politisk legitimitet. Politisk legitimitet genererar i sin tur en moralisk plikt att följa lagarna och i förlängningen även de beslut som t.ex. myndigheter och representativa församlingar fattar. Problemet med den moderna staten är förstås vad som händer med dem som inte ger sitt samtycke, och om staten ändå kan ställa rättfärdiga krav på att lagarna efterlevs. Enligt vissa kan autonoma individer inte vara bundna av en förpliktelse att följa befallningar oavsett befallningens innehåll, och därför kan staten aldrig ha legitimitet oavsett om det finns ett uttryckligt samtycke i botten eller inte. Enligt andra är det skillnad på rättfärdigad auktoritet i meningen att ha rätt att inneha ett politiskt ämbete, och legitima beslut. Enligt den här analysen kan även en auktoritet som tillkommit på ett legitimt sätt fatta ett illegitimt beslut.

## Legitim binomial nomenklatur
Inom biologin brukar man fastställa vetenskapliga namn på alla djur- och växtarter enligt en viss latinsk nomenklatur. Ett namn som används, men inte är fastställt på vederbörligt sätt, brukar kallas ett illegitimt namn. Det kan bland annat handla om att en art har omklassificerats sedan den första gången beskrevs och därvid har fått ett nytt namn; det gamla namnet har då blivit illegitimt. Det kan också handla om att ett exemplar av en art har missuppfattats tillhöra ett annat släkte och då fått ett felaktigt namn som aldrig erkänns, och detta felaktiga namn är då illegitimt.
Vanligast är dock att någon beskriver och namnger en "ny" art som redan har beskrivits tidigare. Enligt vad som brukar kallas prioriteringsregeln är det då det först givna namnet som skall användas.